# Renault 20/30 CV

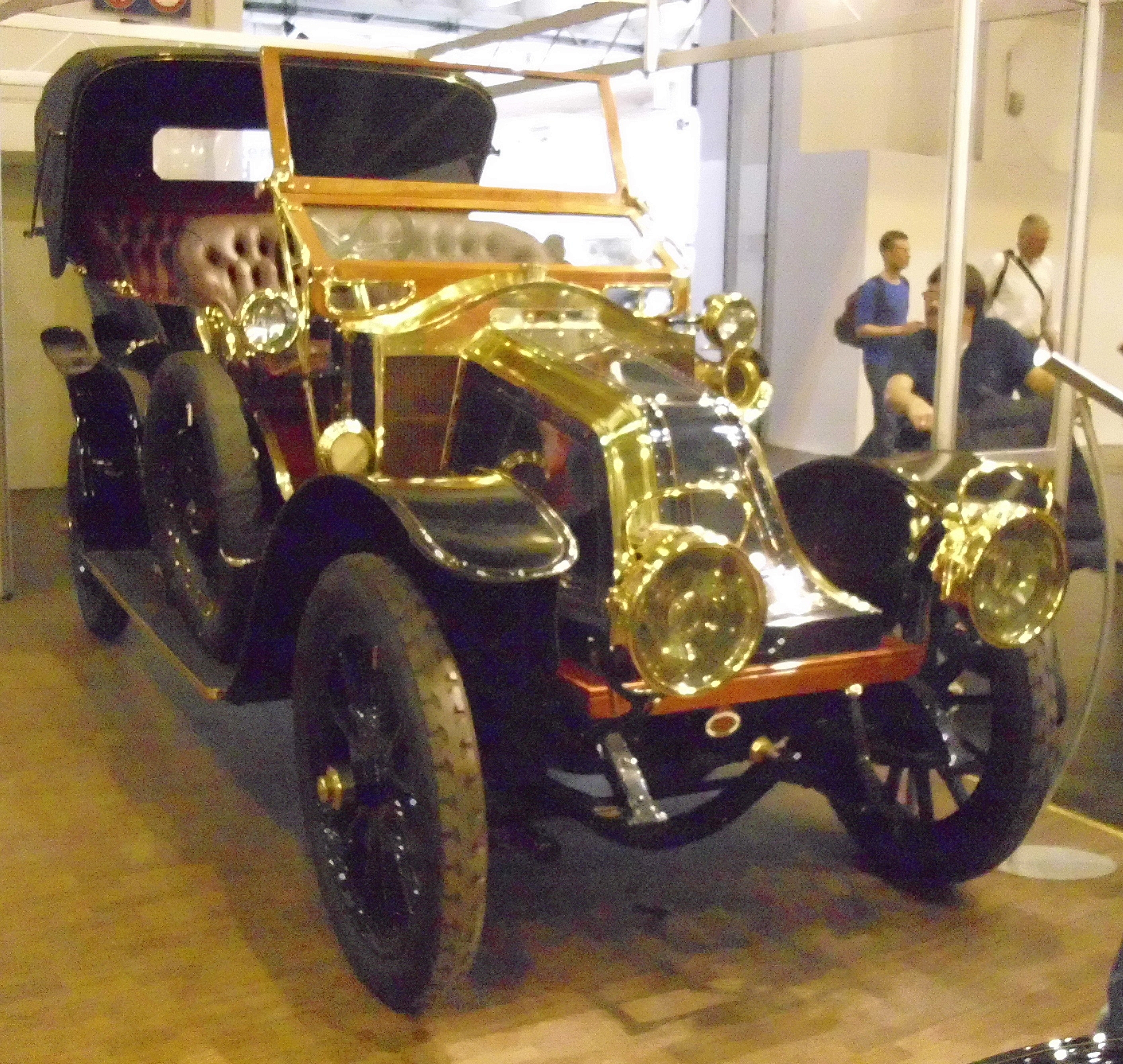
Renault Type V

Der Renault 20/30 CV war eine Pkw-Modellreihe des französischen Automobilherstellers Renault aus der Zeit vor dem Zweiten Weltkrieg. Dabei stand das CV für die Steuer-PS. Zu dieser Modellreihe gehörten:
- Renault Type V (1904–1909)
- Renault Type AS (1909)